# George Brummell
Pour les articles homonymes, voir Beau Brummel (homonymie).
Cet article possède un paronyme, voir Brumel.
George Bryan Brummell, dit « Beau Brummell », né le 7 juin 1778 à Londres et mort le 30 mars 1840 à Caen, est un pionnier du dandysme britannique durant la Régence anglaise.

## Biographie
Fils de W. Brummell, simple esquire secrétaire particulier de Lord North, issu d’un milieu non aristocratique, Brummell est considéré comme l’inventeur du costume de l’homme moderne, pour avoir établi la tendance masculine à porter des costumes de couleur sombre avec des pantalons longs de style discret, mais raffinés et admirablement coupés, ornés de cravates minutieusement nouées. Cette convention a déterminé l’usage aujourd’hui en cours dans le monde entier pour les affaires et la vie mondaine. Brummell, qui prétendait avoir besoin de cinq heures pour s'habiller, recommandait, entre autres, de la mousse de champagne pour lustrer les bottes, sans doute pour s’amuser des auditeurs trop crédules. Son style d’habillement et de comportement finit par être connu sous le terme de dandysme. Arbitre de la mode, réputé pour ses belles manières, son port noble et sa démarche élégante, mais aussi pour son esprit très railleur, il détruisit plus d’une réputation par un sarcasme jeté du haut de sa cravate.[source insuffisante]
Décrit comme doté d’un teint clair et d’un long nez, qui avait été brisé par la ruade d’un cheval, peu de temps après son entrée au régiment des Tenth Dragoons, il avait hérité, à sa majorité en 1799, de son père mort cinq ans auparavant, une fortune de plus de trente mille livres qu’il engloutira pour la plupart dans les vêtements, le jeu et un mode de vie ruineux. Après ses études à Eton et à Oriel College, il rejoignit le 10e de hussards, période durant laquelle il est remarqué par le prince de Galles grâce à l’influence duquel il fut promu lieutenant en 1795. Également dandy, ce prince obèse, futile, égocentrique, capricieux, dépensier, narcissique et coureur de jupons invétéré n’hésitait pas à se montrer en habit de satin rose avec des perles et un couvre-chef orné d’une multitude de sequins. Brummell s’efforça de discipliner l’exubérance princière et tous deux devinrent des amis proches. En retour, le futur régent le présenta à toute la meilleure société de Londres, endurant toutes ses insolences, allant même jusqu’à y applaudir.[source insuffisante]

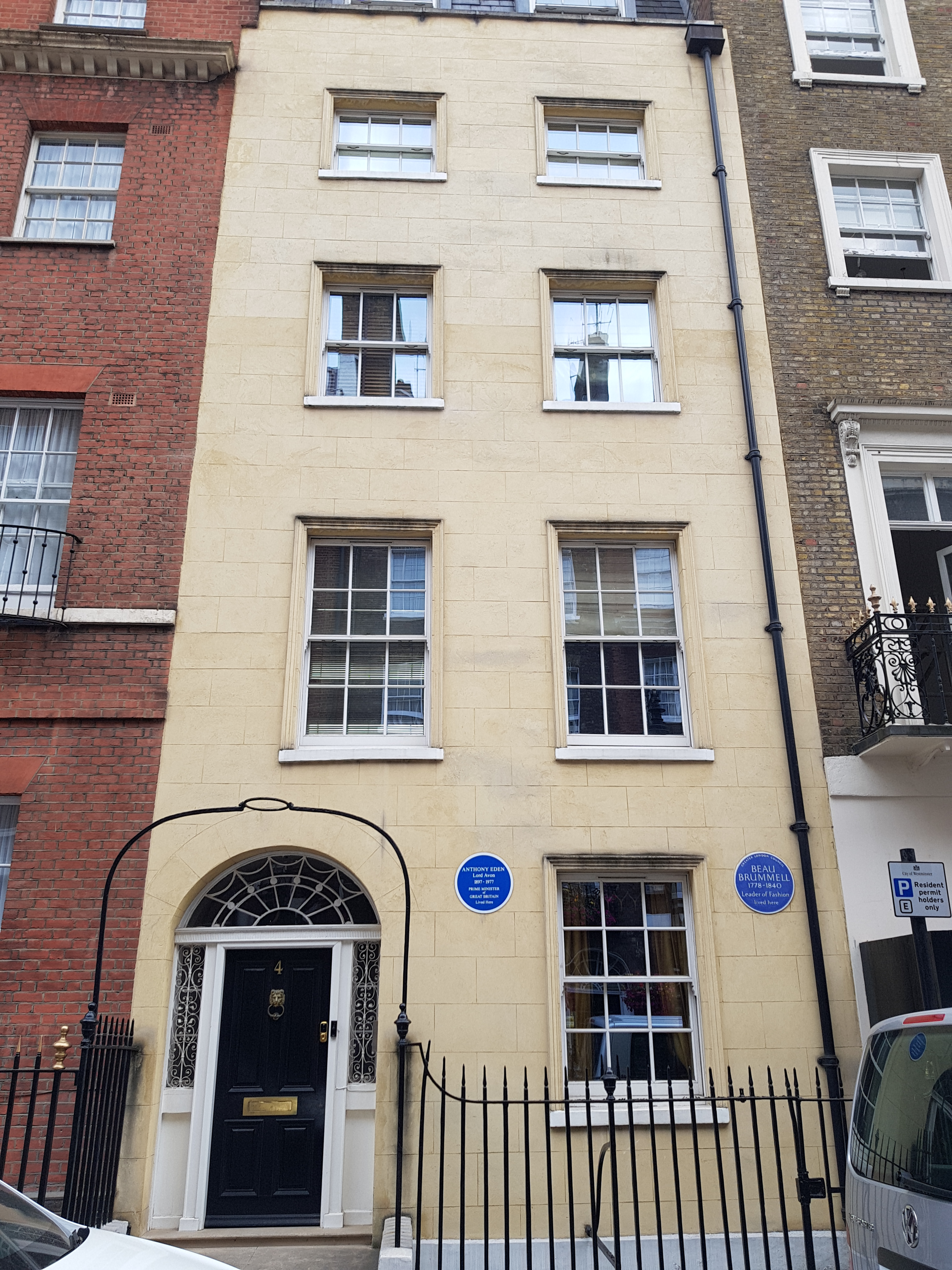
No 4 Chesterfield Street.

Lors du transfert de son régiment de Londres à Manchester, Brummell préféra démissionner et, après s’être établi dans une maison à Mayfair, rue Chesterfield, il évita, un temps, toute extravagance ainsi que les jeux de hasard, possédant par exemple des chevaux mais pas de carrosse. Membre du cercle du prince George, « Beau Brummell » y faisait impression par son élégance discrète, ses fins commentaires. Le soin scrupuleux qu’il apportait à son hygiène corporelle et dentaire quotidienne, ainsi qu’à son rasage, devint célèbre. Il ne sortait jamais sans être impeccablement lavé et rasé, poudré, parfumé, arborant beaucoup de linge fraîchement lavé et parfaitement amidonné, vêtu d’un manteau parfaitement brossé, de coupe impeccable, de couleur unie bleu foncé, et paré avec une cravate savamment nouée. Au moment où Pitt imposait une taxe sur la poudre à cheveux en 1795 destinée à aider à subventionner la guerre contre la France, Brummell avait déjà renoncé au port de la perruque pour se faire couper les cheveux « à la Brutus », comme les Romains. En outre, c’est à lui qu’on doit d’avoir orchestré la transition de la culotte moulante du XVIIIe siècle au pantalon de couleur sombre emblématique des habitudes vestimentaires masculines modernes. Dès le milieu des années 1790, « Beau Brummell » fut la première version du « people », de l’homme n’étant essentiellement connu que pour le seul fait d’être connu, qui, en tant que ministre de la mode et du goût, imposait ses diktats à la noblesse, aux puissants et aux belles femmes.[source insuffisante]

### Origines du dandysme britannique

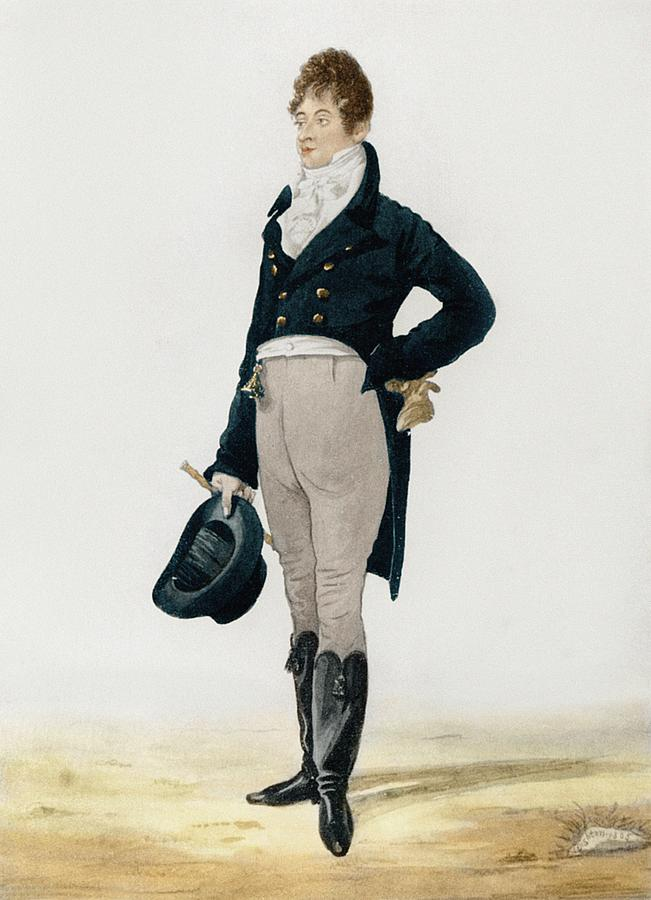
Caricature de Brummell, par Dighton, 1805.

Sous l’influence de ses amis fortunés, « Beau Brummel » se mit à dépenser et à parier comme si sa fortune avait été l’égale de la leur, ce qui ne fut pas un problème tant qu’il pouvait encore disposer de crédit. Il était considéré, avec lord Alvanley, Henry Mildmay et Henry Pierrepoint, comme l’un des animateurs du cercle Watier, surnommé « le club dandy » par Byron. Tous quatre étaient aussi présents au bal costumé de juillet 1813, au cours duquel le prince régent salua Alvanley et Pierrepoint, mais snoba Brummell et de Mildmay en se contentant de les dévisager sans leur adresser la parole, ce qui fut l’occasion de la célèbre formule de Brummell à Alvanley : « Alvanley, comment s’appelle ton ami rondouillard ? » Cette remarque fut la note finale d’une rupture prévisible entamée en 1811, date à laquelle le Prince, devenu régent, avait commencé à abandonner tous ses vieux amis whigs. D’habitude, la perte de la faveur royale par un favori était synonyme de déchéance, mais la brillante carrière de Brummell dépendait tout autant de l’approbation et de l’amitié des autres souverains du monde de la mode. Cela donna naissance à l’anomalie d’un favori faisant florès sans protecteur, continuant pendant une quinzaine d’années d’être l’artisan de la mode, courtisé par de larges secteurs de la société, régnant en maître incontesté du bon goût sur la scène londonienne.
La fortune de Brummell, passionné de jeu, n’était pas en mesure de soutenir les dérèglements de sa vie et la dette qu’il avait accumulée se transforma en une spirale descendante échappant à tout contrôle. Les moyens par lesquels il tenta de la récupérer furent pires que le mal et n’aboutirent qu’à en creuser un peu plus profondément le gouffre, à tel point qu’il connut, à l’âge de trente-huit ans, le sort typique des dandys : la faillite. Sa fortune évanouie, Brummell ne quittait jamais son logis que de nuit afin d’échapper à la foule des cordonniers, bijoutiers, tailleurs, bourreliers, marchands de vin qui l’entouraient.
Le 16 mai 1816, criblé de dettes, il quitte Londres pour rejoindre Douvres d'où il prend un bateau pour Calais, afin d’échapper à la prison pour dettes à la suite de la demande de paiement intégral des milliers de livres qu’il devait à ses créanciers qui le harcelaient. D’ordinaire, Brummell payait toujours immédiatement, comme « dettes d’honneur », ses dettes de jeu, à la seule exception d’un dernier pari enregistré en sa faveur dans le registre du White's, un club londonien, en mars 1815. La dette y a été marquée comme « impayée, en date du 20 janvier 1816 ». N’ayant plus les moyens de recourir aux blanchisseurs, il se mit à porter des cravates noires, phénomène sans précédent pour l’époque.

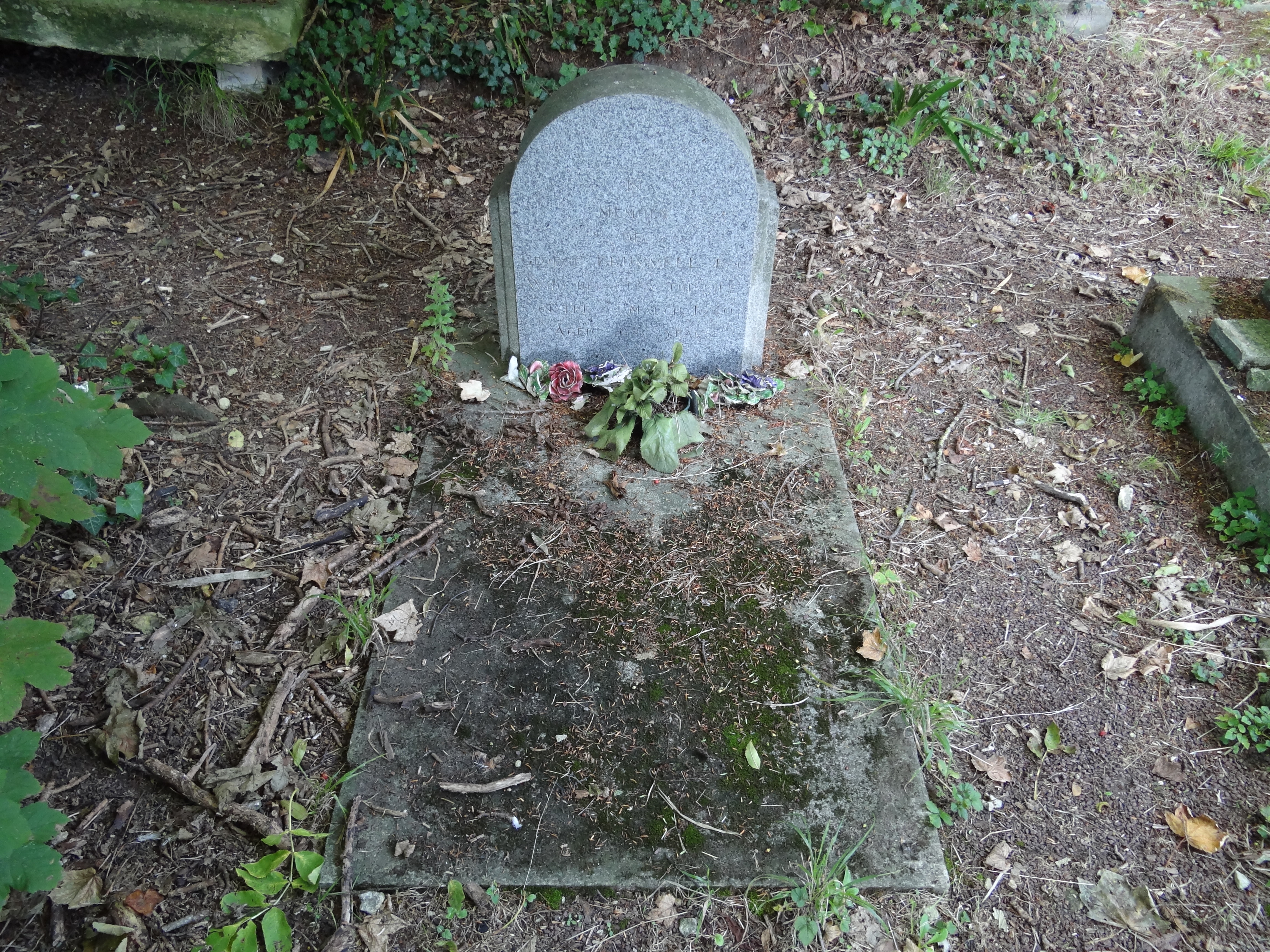
La tombe de George Brummell au cimetière protestant de Caen (Calvados).

Exilé en France où il devait passer le restant de ses jours, George Brummell connut une fin de vie tragique. Installé en 1830 à Caen, il y occupa, grâce à l’influence de ses amis lord Alvanley et le marquis de Worcester, le poste de consul d’Angleterre qu’il perdit à la fin du règne de Guillaume IV en 1837. Incapable de vivre autrement que comme un prince, il arrêta dès lors de s’habiller, de se laver ou se raser. Une fois évanouie sa petite pension qui lui permettait de louer une chambre dans une pension, il connut la ruine. La nuit, dans un coin de sa pension, il organisait des simulacres des grands dîners du temps de sa splendeur. En 1838, souffrant de démence due à la  syphilis, il fut interné au Bon Sauveur où il devait mourir deux ans plus tard, peu avant ses soixante-deux ans, après deux apoplexies d’origine syphilitique. Il fut alors inhumé au cimetière protestant de Caen, aujourd’hui situé sur le campus 1 de l’université de Caen.

## Postérité

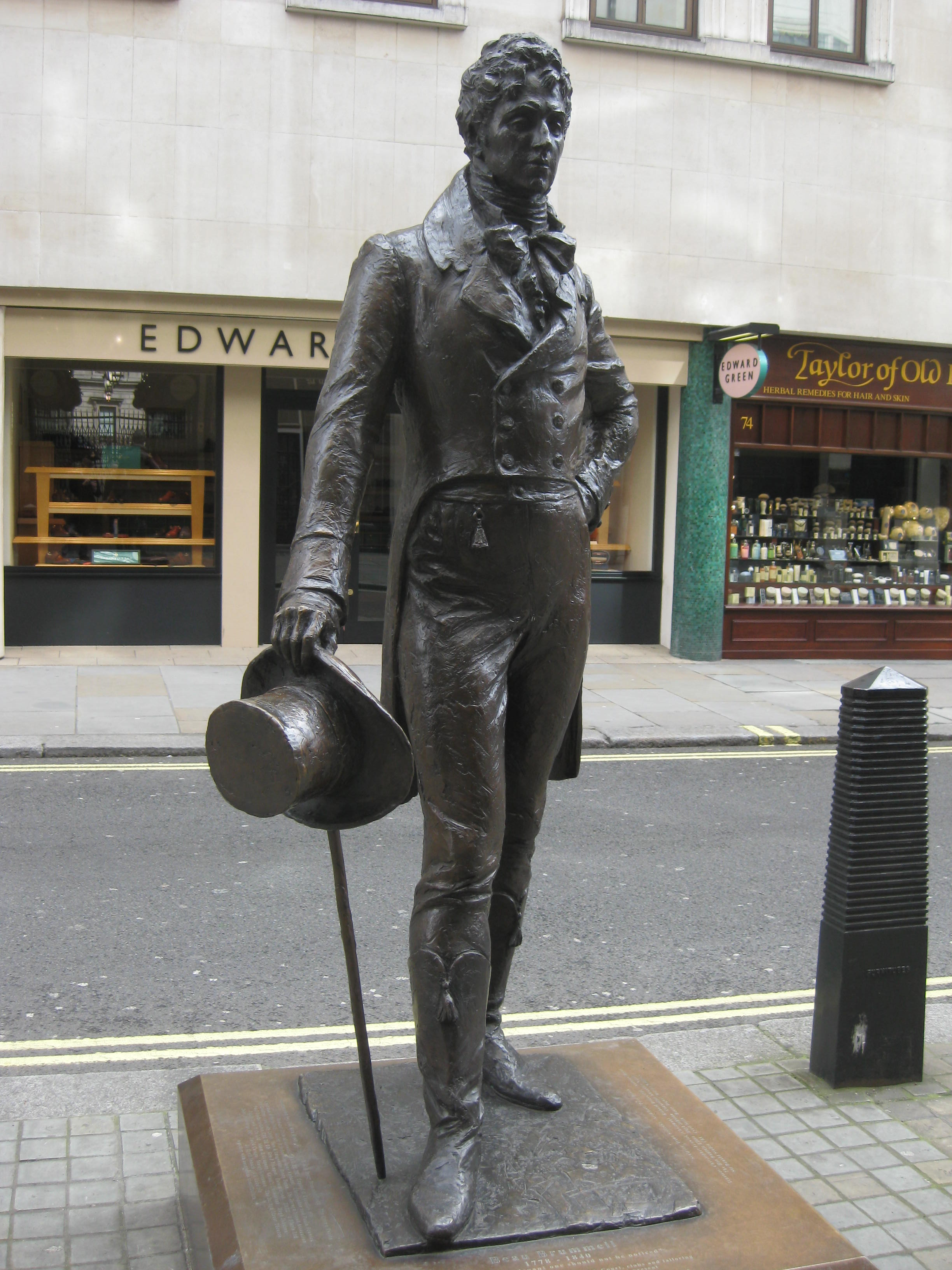
Statue de Brummell à Londres.

Plusieurs écrivains ont tenté de comprendre comment un homme qui n’était ni riche, ni particulièrement beau, ni de naissance noble, put être admiré de toute la haute société de Londres.
Dès 1830, dans le journal La Mode, Honoré de Balzac qui rédige une série d'articles pour constituer un Traité de la vie élégante, narre une rencontre fictive avec George Brummell,.
Il inspira à Barbey d’Aurevilly son essai philosophique Du dandysme et de George Brummell où il écrit, en 1845, que sa grandeur était « fondée sur rien du tout » et, avant lui, de très nombreux personnages de romans anglais à la mode, dont le plus connu est le héros du livre à succès de Bulwer-Lytton, Pelham ou les aventures d’un gentleman. On retrouve sa personnalité marquante dans la pièce de l’Américain Clyde Fitch Beau Brummel, jouée en 1890 ainsi que dans l’opérette Brummell  du compositeur non moins dandy Reynaldo Hahn, créée le 17 janvier 1931 aux Folies Wagram.
En 1930, le grand magasin Printemps appelle sa marque pour homme « Brummell » en hommage au célèbre dandy.
En 1954, Stewart Granger interprète le dandy dans Le Beau Brummell aux côtés de Peter Ustinov (dans le rôle de Georges, prince de Galles) et d'Elizabeth Taylor. Le film, réalisé par Curtis Bernhardt, offre une version romancée de la vie de Brummell, lui attribuant, en plus de son influence vestimentaire sur la bonne société, le rôle de mentor politique du Prince.
En 2002, une statue d'Irena Sedlecká (en) l'honorant lui a été érigée à Londres, rue Jermyn.
En 2012, Michel Onfray dans Vies & mort d'un dandy, tente de casser le mythe Brummel en le qualifiant d' « individu grossier, égoïste, agressif, ironique, cynique, malpoli, menteur, escroc, insultant, arrogant, suffisant, prétentieux, content de lui et ne vivant que pour reprocher aux autres leur mauvais goût, leur inélégance, leur fatuité et leur manque d'éducation ». 

## Théâtre
- Brummel à Caen, pièce de Bernard Da Costa créée en 1986[8].

## Filmographie
- 1924 : Beau Brummell de Harry Beaumont.
- 1954 : Le Beau Brummell de Curtis Bernhardt.
- 2006 : Beau Brummell: This Charming Man (en) de Ian Kelly (téléfilm BBC Television).